# Jurij Czumak
Jurij Ołeksandrowycz Czumak (ukr. Юрій Олександрович Чумак, ros. Юрий Александрович Чумак, Jurij Aleksandrowicz Czumak), (ur. 8 kwietnia 1962) – ukraiński piłkarz, grający na pozycji bramkarza, trener piłkarski.

## Kariera piłkarska

### Kariera klubowa
Profesjonalną karierę piłkarską rozpoczął w klubie Krywbas Krzywy Róg, skąd w 1990 przeszedł do Prykarpattia Iwano-Frankowsk. Potem wyjechał do Rosji, gdzie bronił bramki Rostsielmasza Rostów nad Donem. Jednak nieczęsto wychodził w składzie pierwszej drużyny, dlatego na początku 1993 powrócił do Ukrainy, gdzie został piłkarzem Kreminia Krzemieńczuk. Latem 1997 przeniósł się do Nywy Tarnopol, a w 1999 powrócił do Prykarpattia Iwano-Frankowsk. Również bronił barw farm klubu Czornohora Iwano-Frankowsk. Latem 2000 podpisał kontrakt z klubem Hirnyk-Sport Komsomolsk, w którym zakończył w końcu 2004 roku karierę piłkarską.

## Kariera trenerska
Jeszcze będąc piłkarzem łączył funkcje trenerskie w klubie Hirnyk-Sport Komsomolsk. Potem pomagał trenować Arsenał Charków i Kremiń Krzemieńczuk. W listopadzie 2008 objął stanowisko głównego trenera Kreminia Krzemieńczuk, z którym pracował do 25 czerwca 2013 roku.

## Sukcesy i odznaczenia

### Sukcesy indywidualne
- 533 minuty bez puszczonej bramki[3].